# Jan Halvarsson
Jan Ivar Halvarsson (Östersund, 1942. december 26. – Hammerdal, 2020. május 5.) olimpiai ezüstérmes svéd sífutó.

## Pályafutása
Az 1968-as grenoble-i olimpián a 4 × 10 km-es váltó tagjaként ezüstérmet nyert társaival: Bjarne Anderssonnal, Gunnar Larssonnal és Assar Rönnlunddal. Az 1970-es világbajnokságon a váltóval bronzérmet szerzett a Magas-Tátrában megrendezett versenyen.

## Sikerei, díjai
- Olimpiai játékok – 4 × 10 km, váltó
  - ezüstérmes: 1968, Grenoble
- Világbajnokság – 4 × 10 km, váltó
  - bronzérmes: 1970